# Hannibal Marvin Peterson
Hannibal Marvin Peterson později znám jako Hannibal Lokumbe (* 11. listopadu 1948 Smithville, Texas, USA) je americký jazzový trumpetista a hudební skladatel.
V letech 1967–1969 studoval na University of North Texas a v roce 1970 se přestěhoval do New Yorku. Své první album nazvané Children of the Fire vydal v roce 1973 u vydavatelství Sunrise Records. Pod svým jménem vydal řadu dalších alb; poslední vyšlo v roce 2009 pod názvem Dear Mrs. Parks. Rovněž hrál na albech hudebníků, jako byli Gil Evans, Kip Hanrahan, Elvin Jones, Pharoah Sanders, Don Pullen nebo Roy Haynes. S Evansem nahrál v roce 1975 například album Plays the Music of Jimi Hendrix obsahující skladby od Jimiho Hendrixe.